# Манишин Євген Петрович
Євге́н Петро́вич Мани́шин (13 березня 1946, Львів — 2 листопада 2006, Львів) — видатний український живописець, заслужений художник України (2002), член Спілки художників України (1989), член Клубу Українських Митців.

## Життєпис та творчість
Євген Манишин народився 13 березня 1946 року у Львові. Навчався у Львівській дитячій художній школі (1956—1960), згодом у Львівському училищі прикладного мистецтва (тепер Львівський державний коледж декоративного і ужиткового мистецтва імені Івана Труша) (1961—1966) та Львівському інституті прикладного та декоративного мистецтва (тепер Львівська національна академія мистецтв) (1966—1972). Там наставниками Євгена Манишина були Роман Турин, Омелян Ліщинський, Зіновія Масляк, Тарас Драган, Дмитро Крвавич, Володимир Овсійчук, Емануїл Мисько.
З 1969 по 1985 рік працював художником-оформлювачем у Львівському художньо-виробничому комбінаті. У 1970 році вперше виставив свої роботи. У 1989 р. митець став членом Спілки художників України.
За свою жанрово-тематичну та формальну-виконавську основу Євген Манишин обрав станкове олійне малярство. Серед робіт митця чимало натюрмортів («Натюрморт з іконою», 1994, «Ромашки», 1994, «Натюрморт з яблуками», 1995). Найбільший пласт творчості художника становить пейзаж. Автор так пояснював, чому саме цей жанр обрав профільним: «Я завжди писав те, що є життям, те, що мене в ньому хвилює, — це українська родюча, квітуча і щедра земля. Саме на такій землі можуть народжуватися світлі люди».
На картинах Євгена Манишина часто зображені прогулянки Львовом, подорожі із сім'єю на Волинь чи в Карпати. У творчій спадщині живописця є цілий цикл картин із життя Тараса Шевченка. Євген Манишин разом із ще 26-ма художниками (серед яких народний художник України Зеновій Кецало, лауреат Державної премії ім. Т.Шевченка Володимир Патик, головний художник Палацу мистецтв Орест Скоп) збирали по крихтах пейзажі долі Тараса Шевченка. Протягом шести років (1997—2003) вони подорожували у пошуках мотивів, що тепер відтворюють Кобзареву біографію у кімнаті-музеї Тараса Шевченка у приміщенні Львівського палацу мистецтв. Музей було відкрито 7 березня 2004 року до дня народження Шевченка. Більшість робіт із циклу, присвяченого Тарасові Шевченку, а це близько 40 картин, Євген Манишин подарував музею при Львівському палаці мистецтв.
Євген Манишин помер 2 листопада 2006 року, похований у родинному гробівці на 33 полі Личаківського цвинтаря.

## Виставки художника
- Березень 2000, 2002, 2003 років — виставки з напрацюваннями протягом поїздок «Шляхами Шевченка» під назвою «Свою Україну любіть» у музеї Кобзаря на Тарасовій горі. Після завершення виставки (2003 р.) роботу «До світла», Євген Манишин передав у колекцію Шевченківського національного заповідника. Сьогодні до колекції музею входять і інші роботи художника: «До світла» (2000), «Стоїть в селі Суботові» (1998), «Тече вода в синє море» (2000), триптих «Та не дав мені Бог ані щастя, ні долі…» (2003), «Святая Сила Всіх Святих» (1998) — дарунок родини Манишиних (2012) та пастелі: «Кирилівська каплиця на території Астраханського кремля» (2003), «Околиці Форту Шевченка. Казахстан» (2003), «Мангишлацький сад» (2003), «Астраханський кремль» (2003)[8].

- Квітень 2006 року — виставка в Палаці мистецтв з нагоди 60-річчя художника, де було представлено полотна написані за період з 2001 по 2006 роки. Це роботи із серій «Шацькі мотиви», «Пори року», «Балтика», картини, написані шляхами Тараса Шевченка[9].

- Лютий 2010 року — виставка робіт Шевченківського циклу у Дзеркальній залі Львівського національного університету імені І. Франка[6].

- Травень 2012 року — виставка пам'яті заслуженого художника України Євгена Манишина у виставковому залі Шевченківського національного заповідника. На виставці було представлено живописні і графічні твори з родинної колекції Манишиних та фондової збірки Шевченківського національного заповідника[8].